# Église du Calvaire (Santo Stefano di Camastra)
Pour les articles homonymes, voir Église du Calvaire.
L'église du Calvaire est une église située à Santo Stefano di Camastra en Sicile. 

## Caractéristiques
L'église du Calvaire est située à proximité du cimetière, Via Convento, à Santo Stefano di Camastra, dans la province de Messine en Sicile. Propriété de la famille Sergio, elle est construite au début du XIXe siècle sur l'emplacement de l'ancienne chapelle du couvent des capucins par le futur évêque du diocèse de Cefalù, Giovanni Sergio, et consacrée à Notre Dame des Sept Douleurs. En 1992, elle est déclarée « bien d'intérêt historique et artistique particulier » par un décret régional. 